# (6004) 1988 XY1
(6004) 1988 XY1 est un astéroïde de la ceinture principale.

## Description
(6004) 1988 XY1 est un astéroïde de la ceinture principale. Il fut découvert le 11 décembre 1988 à Kushiro (Japon) par S. Ueda et H. Kaneda. Il présente une orbite caractérisée par un demi-grand axe de 2,27 UA, une excentricité de 0,05 et une inclinaison de 2,83° par rapport à l'écliptique.

## Compléments